# Distrito escolar del área de Phoenixville

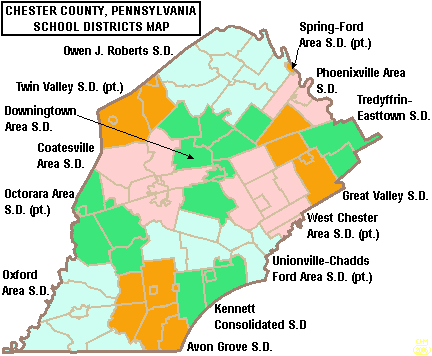
Mapa de los distritos escolares del Condado de Chester en Pensilvania

El Distrito Escolar del Área de Phoenixville (Phoenixville Area School District, PASD) es un distrito escolar de Pensilvania. Tiene su sede en Phoenixville. El distrito sirve tres localidades en el norte del Condado de Chester: Phoenixville, Municipio de Schuylkill, y Municipio de East Pikeland. El consejo escolar tiene un presidente, un vicepresidente, un secretario, un tesorero, y cinco miembros.